# صوفي سولومون
صوفي سولومون (بالإنجليزية: Sophie Solomon) هي ملحنة بريطانية، ولدت في 6 يونيو 1978 في لندن في المملكة المتحدة.

## وصلات خارجية
- الموقع الرسمي
- صوفي سولومون على موقع IMDb (الإنجليزية)
- صوفي سولومون على موقع ميوزك برينز (الإنجليزية)
- صوفي سولومون على موقع ديسكوغز (الإنجليزية)